# 물 건너온 아빠들
《물 건너온 아빠들》은 MBC TV에서 2022년 8월 28일부터 2023년 6월 4일까지 방송되는 텔레비전 프로그램이다.

## 기획의도
육아 전쟁으로 지친 아빠들을 위한 프로그램

## 제작진
- 극본 : 김수지, 박서진
- 연출 : 임찬

## 진행자
- 인교진
- 장윤정
- 김나영

### 스페셜 MC
- 소이현 : 2022년 9월 25일 ~ 2022년 10월 2일

## 출연진

### 고정 출연진
- 알베르토 몬디
- 피터 빈트
- 로버트 켈리
- 앤디
- 투물 시리바스타바
- 쟈오리징
- 니하트 칼릴자데

### 게스트
- 더스틴 데이비드 니퍼트 (5~6회)

## 시청률

### 2022년
| 회차 | 방송일    | AGB 시청률      |
| 회차 | 방송일    | 대한민국 (전국) |
| ---- | --------- | --------------- |
| 1    | 8월 28일  | 3.2%            |
| 2    | 9월 4일   | 3.2%            |
| 3    | 9월 11일  | 2.6%            |
| 4    | 9월 18일  | 2.7%            |
| 5    | 9월 25일  | 2.6%            |
| 6    | 10월 2일  | 2.4%            |
| 7    | 10월 9일  | 2.1%            |
| 8    | 10월 16일 | 1.9%            |
| 9    | 10월 23일 | 2.7%            |
| 10   | 11월 6일  | 2.1%            |
| 11   | 11월 13일 | 2.2%            |
| 12   | 11월 20일 | 2.0%            |
| 13   | 12월 4일  | 1.9%            |

### 2023년
| 회차 | 방송일   | AGB 시청률      |
| 회차 | 방송일   | 대한민국 (전국) |
| ---- | -------- | --------------- |
| 14   | 1월 1일  | 2.5%            |
| 15   | 1월 8일  | 2.2%            |
| 16   | 1월 15일 | 2.2%            |
| 17   | 1월 22일 | 1.6%            |
| 18   | 1월 29일 | 1.9%            |
| 19   | 2월 5일  | 1.4%            |
| 20   | 2월 12일 | 1.3%            |
| 21   | 2월 19일 | 1.5%            |
| 22   | 2월 26일 | 1.4%            |
| 23   | 3월 5일  | 1.9%            |
| 24   | 3월 12일 | 2.2%            |
| 25   | 3월 19일 | 1.9%            |
| 26   | 3월 26일 | 2.4%            |
| 27   | 4월 2일  | 2.4%            |
| 28   | 4월 16일 | 2.3%            |
| 29   | 4월 23일 | 1.8%            |
| 30   | 4월 30일 | 1.7%            |
| 31   | 5월 14일 | 2.0%            |
| 32   | 5월 21일 | 1.8%            |
| 33   | 5월 28일 | 2.2%            |
| 34   | 6월 4일  | 1.5%            |

## 결방 및 편성 변경 안내
2022년
- 10월 30일 : 이태원 압사 사고 여파로 결방.
- 11월 27일 : 2022 카타르 월드컵 조별리그 F조 2차전 벨기에 VS 모로코 중계방송 인한 결방.
- 12월 11일 ~ 12월 25일 : 혓바닥 종합격투기 세치혀 편성으로 인한 결방.

2023년
- 4월 9일 : 1000회 특집 100분 토론 토론하면 좋은친구 편성으로 인한 결방.
- 5월 7일 : 한일 정상회담 뉴스특보 인한 결방.

## 동일 소재 프로그램
- 러브 인 아시아 (KBS 1TV)